# 洪巢片
洪巢方言是典型的江淮官话，沿洪澤湖－巢湖一線從東北至西南分布在蘇東北、蘇中、蘇西南直至皖中的广大地区。南京、镇江、扬州、盐城、淮安、连云港、合肥、芜湖、六安、滁州等重要城市的方言均属于此区。洪巢方言的使用人口约5758.5万（2003年）。

## 分布地区
江苏省：

江淮官话洪巢片包括淮扬片和宁庐片

　　南京市：市区、六合、浦口、江宁、溧水（北部）
　　扬州市：市区、宝应、江都（西部）、高邮、仪征
　　盐城市：市区、射阳、建湖、滨海、响水、阜宁、大丰（北部）
　　淮安市：市区、涟水、洪泽、金湖、盱眙
　　镇江市：市区、句容、丹阳（西北部）
　　宿迁市：沭阳、泗洪（西北部除外）、泗阳
　　连云港市：市区、灌云、灌南、东海（南部）
　　徐州市：新沂（东部）
　　常州市：金坛（西部）
　　苏州市：张家港（北部）
安徽省：
　　滁州市：市区、来安、定远、全椒、明光、天长
　　合肥市：市区、肥东、肥西、长丰、巢湖、庐江
　　淮南市：市区
　　六安市：市区、金寨（西北部除外）、霍山、舒城
　　蚌埠市：怀远（南部）
　　马鞍山市：市区、当涂、和县、含山
　　芜湖市：市区、繁昌、南陵、无为
　　铜陵市：市区、铜陵县
　　宣城市：市区，郎溪部分地区，泾县部分地区，旌德部分地区，广德部分地区
浙江省：
　　杭州市：临安区（北部部分地区）
　　湖州市：安吉县（西南部部分地区）

## 内部分片
洪巢片可大致沿苏皖省界（宋朝淮南東、西兩道界線）分为淮東話（揚淮方言）和淮西話（寧廬方言），今江苏省有不少地方使用淮东话，但安徽省只有天长市使用淮东话。關於兩者區別，請分別參考淮東話、淮西話頁面。

## 語音特點
1、声母浊音清化，古全浊声母逢塞音、塞擦音，平声读送气清音，仄声读不送气清音；
2、除扬州郊区和盐城地区外大部分地区n、l不分；
3、疑母[ng]、影母[0]混同；
4、保留入声韵，大部分地区尾喉塞尾；
5、复合元音和鼻音韵尾韵母有显著单化；
6、古咸山摄舒声字变为鼻化音，大部分地区分为三个主要元音鼎立的韵部，少部分地区分为两个，如扬州“官”“关”不同音，“展”“盏”不同音；
7、古深臻曾梗四摄合并，即不能区分普通话的en、eng及in、ing；
8、古蟹摄的合口一等、止摄合口三等端系声母字大部分地区读开口呼，如合肥“堆”/te/，“嘴”/tse/；
9、古臻摄的合口一等端系声母字大部分地区读开口呼，如合肥“蹲”/tən/，“孙”/sən/；
10、古见系开口二等字大部分地区文读为齐齿呼白读为开口呼，如“家”文读/tɕia/白读/ka/；
11、一般有5个声调，阴平、阳平、阴上、去声、入声。部份地區入聲二分，或依中古聲母清濁分為陰陽入（如廬江話），或依入聲主元音舌位高低分為高低入。

## 引用註釋
1. ↑  孫宜志．《安徽江淮官話語音研究》．第112頁．